# Eleições estaduais em São Paulo em 1986
As eleições estaduais em São Paulo em 1986 aconteceram em 15 de novembro como parte das eleições gerais no Distrito Federal, em 23 estados e nos territórios federais do Amapá e Roraima. Foram eleitos o governador Orestes Quércia, o vice-governador Almino Afonso, os senadores Mário Covas e Fernando Henrique Cardoso, além de 60 deputados federais e 84 estaduais na última eleição para governador onde não vigiam os dois turnos.
Nascido em Pedregulho, Orestes Quércia formou-se advogado pela Pontifícia Universidade Católica de Campinas e nesta cidade foi jornalista e administrador de empresas antes de firmar-se como empresário. Sua vida política começou no PL ao se eleger vereador de Campinas em 1962 e durante o Regime Militar de 1964 entrou no MDB e elegeu-se deputado estadual em 1966, prefeito de Campinas em 1968 e senador em 1974 impedindo a reeleição de Carvalho Pinto, que começou a disputa como favorito. Em 1980 ingressou no PMDB e lançou-se candidato a governador de São Paulo mantendo essa postura até que aceitou ser vice-governador de Franco Montoro em 1982 numa união vitoriosa e chegou ao governo estadual em 1986 após triunfar numa campanha marcada inicialmente pela polarização entre Antônio Ermírio de Moraes e Paulo Maluf.
Para vice-governador foi eleito Almino Afonso, advogado formado na Universidade de São Paulo e nascido em Humaitá. Eleito deputado federal pelo Amazonas em 1958 e 1962, foi ministro do Trabalho no Governo João Goulart e por isso foi cassado e exilado pelos militares sob a égide do Ato Institucional Número Um. Após viver em diferentes países da América do Sul voltou ao Brasil em 1976 e após três anos ingressou no MDB. Voltou à política como candidato a senador numa sublegenda do PMDB em 1982 e ao fim da apuração foi reposicionado como primeiro suplente de Severo Gomes e no ano seguinte foi nomeado secretário dos Negócios Metropolitanos do governo Franco Montoro.
A votação dada à chapa majoritária do PMDB permitiu que ele conquistasse vinte e oito cadeiras (47%) em disputa para deputado federal e trinta e sete (44%) para deputado estadual, números que só não foram maiores diante da recusa do partido em fazer coligações. Dentre os deputados federais eleitos estavam Ulysses Guimarães, que na legislatura empossada em 1º de fevereiro de 1987 acumulou a presidência do PMDB, da Câmara dos Deputados e da Assembleia Nacional Constituinte responsável pela Constituição de 1988 e ocupou a presidência da República como substituto constitucional de José Sarney. Entretanto a condição de deputado federal mais votado em todo o país ficou dividida entre Luiz Inácio Lula da Silva, em termos de votação nominal, e Ottomar Pinto, pelo critério proporcional, este último eleito em Roraima.
Embora comandasse politicamente o estado, o governador Orestes Quércia enfrentou uma dissidência que resultou na criação do PSDB, partido de Franco Montoro, Fernando Henrique Cardoso e de três futuros governadores: Mário Covas, Geraldo Alckmin e José Serra. Com isso houve uma separação formal entre o quercismo e seus rivais internos.

## Resultado da eleição para governador
Os dados apresentados a seguir são oriundos do Tribunal Superior Eleitoral e os mesmos asseveram que foram apurados 13.681.642 votos nominais além de 1.282.989 de votos em branco e 487.877 de votos nulos, totalizando 15.452.508 eleitores.
| Imagem  | Candidatos a governador do estado | Candidatos a vice-governador(a)   | Número | Coligação                                       | Votação   | Percentual |
| ------- | --------------------------------- | --------------------------------- | ------ | ----------------------------------------------- | --------- | ---------- |
|         | Orestes Quércia PMDB              | Almino Afonso PMDB                | 15     | PMDB (sem coligação)                            | 5.578.795 | 40,78%     |
|         | Antônio Ermírio de Moraes PTB     | José Roberto Faria Lima PTB       | 14     | União Liberal Trabalhista Social (PTB, PL, PSC) | 3.675.176 | 26,86%     |
|         | Paulo Maluf PDS                   | Reynaldo de Barros PDS            | 11     | União Popular (PDS, PFL, PDC, PPB, PMB, PND)    | 2.668.425 | 19,50%     |
|         | Eduardo Suplicy PT                | Paulo Otavio de Azevedo Júnior PT | 13     | PT (sem coligação)                              | 1.508.589 | 11,03%     |
|         | Teotônio Simões PH                | Humberto Talarico de Souza PH     | 19     | PH (sem coligação)                              | 250.657   | 1,83%      |
| Fontes: |                                   |                                   |        |                                                 |           |            |

## Biografia dos senadores eleitos

### Mário Covas
O senador eleito com maior votação foi o engenheiro civil Mário Covas. Natural de Santos e formado pela Universidade de São Paulo, foi secretário municipal de Obras em sua cidade natal onde, em 1961, perdeu a eleição para prefeito. Membro do PST, foi eleito deputado federal em 1962 e após a vitória do Regime Militar de 1964 foi reeleito em 1966 via MDB, no entanto foi alvo do Ato Institucional Número Cinco em 1969 e permaneceu cassado por dez anos, época em que trabalhou na iniciativa privada. Finda a sua punição foi eleito presidente do diretório estadual do MDB. Reeleito deputado federal via PMDB em 1982, licenciou-se para assumir a Secretaria dos Transportes do governo Franco Montoro, cargo ao qual renunciou ao ser nomeado prefeito de São Paulo em 10 de maio de 1983 sendo eleito senador em 1986.

### Fernando Henrique Cardoso
Natural do Rio de Janeiro, o sociólogo Fernando Henrique Cardoso formou-se pela Universidade de São Paulo. Professor da instituição, nela obteve o Doutorado em Ciências Sociais em 1961. Dois anos depois fez pós-graduação na Universidade de Paris. Contemporâneo de Florestan Fernandes e Alain Touraine, foi exilado à época do Regime Militar de 1964 e assim trabalhou para a Comissão Econômica para a América Latina e o Caribe em Santiago. Aposentado por força do Ato Institucional Número Cinco em 1968, empenhou-se na criação do Centro Brasileiro de Análise e Planejamento e a seguir lecionou no Chile, Estados Unidos, França, México, Reino Unido e Suíça. Filho de Leônidas Cardoso, foi candidato a senador numa sublegenda do MDB em 1978 e mesmo derrotado tornou-se suplente de Franco Montoro, a quem seguiu na filiação ao PMDB. Efetivado quando o titular venceu a eleição para o governo paulista em 1982, Fernando Henrique Cardoso foi eleito presidente da Associação Internacional de Sociologia no ano em questão e foi derrotado por Jânio Quadros na eleição para prefeito de São Paulo em 1985, porém reelegeu-se senador em 1986.

## Resultado da eleição para senador
Os dados apresentados a seguir são oriundos do Tribunal Superior Eleitoral que apurou 23.751.679 votos nominais além de 5.951.805 de votos em branco e 1.201.532 de votos nulos, o que resulta num total de 30.905.016 eleitores, número que corresponde ao dobro do verificado na eleição para governador pois eram duas as vagas em disputa para senador.
| Candidatos a senador da República | Candidatos a suplente de senador                       | Número | Coligação                                       | Votação   | Percentual |
| --------------------------------- | ------------------------------------------------------ | ------ | ----------------------------------------------- | --------- | ---------- |
| Mário Covas PMDB                  | Marcos Mendonça PMDB Joaquim dos Santos Andrade PMDB   | 151    | PMDB (sem coligação)                            | 7.785.667 | 32,78%     |
| Fernando Henrique Cardoso PMDB    | Eva Blay PMDB Osvaldo de Oliveira Ribeiro PMDB         | 152    | PMDB (sem coligação)                            | 6.223.995 | 26,20%     |
| Hélio Bicudo PT                   | Guilherme Simões Gomes PT Nelson Campanholo PT         | 131    | PT (sem coligação)                              | 2.456.837 | 10,34%     |
| José Maria Marin PFL              | Edevaldo Alves da SIlva PFL Fernando Maluf PDS         | 111    | União Popular (PDS, PFL, PDC, PMB, PND)         | 2.256.142 | 9,50%      |
| Jacó Bittar PT                    | Lélia Abramo PT Gilberto Costa PT                      | 132    | PT (sem coligação)                              | 1.747.423 | 7,36%      |
| Fábio Meireles PDS                | Nelson do Carmo PDS Celso Kassab PDC                   | 112    | União Popular (PDS, PFL, PDC, PMB, PND)         | 1.285.885 | 5,41%      |
| Antônio Duarte Nogueira PTB       | João Baptista Barreto PTB Jaqueline Araújo PSC         | 141    | União Liberal Trabalhista Social (PTB, PL, PSC) | 784.885   | 3,30%      |
| Fernando Vergueiro PL             | Alberto Lopes PL Agnaldo Pereira PSC                   | 222    | União Liberal Trabalhista Social (PTB, PL, PSC) | 379.285   | 1,60%      |
| Sílvia Luiza Borini PH            | José Geraldo Cordini PH Francisco Corrêa PH            | 191    | PH (sem coligação)                              | 230.169   | 0,97%      |
| Adalberto Camargo PPB             | Eliete Laura dos Santos PPB Marcos Antônio Cardoso PPB | 161    | PPB (sem coligação)                             | 181.989   | 0,77%      |
| Luiz Jaime Faria PH               | Luiz Carlos Mello PH André Pantaleão PH                | 192    | PH (sem coligação)                              | 159.878   | 0,67%      |
| Eusébio Rocha PDT                 | Wellington Rocha Cantal PDT Elias Aquiles Miranda PDT  | 121    | PDT (sem coligação)                             | 144.042   | 0,61%      |
| Egisto Domenicali PMC             | Miriam da Conceição PMC César Augusto Alves PCN        | 181    | Ação Comunitária (PMC, PCN)                     | 115.482   | 0,49%      |
| Fontes:                           |                                                        |        |                                                 |           |            |

## Deputados federais eleitos
São relacionados os candidatos eleitos com informações complementares da Câmara dos Deputados. Os números dos candidatos foram identificados com base em pesquisas feitas no Acervo da Imprensa Oficial do estado de São Paulo.

Representação eleita
  PMDB: 28
  PTB: 9
  PT: 8
  PFL: 6
  PDS: 4
  PDT: 2
  PL: 1
  PDC: 1
  PSC: 1

Fonteː
| Números | Deputados estaduais eleitos | Partido | Votação | Percentual | Cidade onde nasceu       | Unidade federativa |
| 1371    | Luiz Inácio Lula da Silva   | PT      | 651.763 | 4,22%      | Caetés                   | Pernambuco         |
| 1521    | Ulysses Guimarães           | PMDB    | 590.873 | 3,82%      | Itirapina                | São Paulo          |
| 2222    | Afif Domingos               | PL      | 508.931 | 3,29%      | São Paulo                | São Paulo          |
| 1576    | José Serra                  | PMDB    | 160.868 | 1,04%      | São Paulo                | São Paulo          |
| 1475    | Francisco Rossi             | PTB     | 141.862 | 0,92%      | Caçapava                 | São Paulo          |
| 1590    | José Carlos Grecco          | PMDB    | 135.136 | 0,87%      | Mauá                     | São Paulo          |
| 1540    | Geraldo Alckmin             | PMDB    | 125.127 | 0,81%      | Pindamonhangaba          | São Paulo          |
| 1451    | Arnaldo Faria de Sá         | PTB     | 115.469 | 0,75%      | São Paulo                | São Paulo          |
| 1561    | Theodoro Mendes             | PMDB    | 114.141 | 0,74%      | Sorocaba                 | São Paulo          |
| 1525    | Francisco Amaral            | PMDB    | 112.701 | 0,73%      | Campinas                 | São Paulo          |
| 1586    | João Cunha                  | PMDB    | 106.946 | 0,69%      | Ribeirão Preto           | São Paulo          |
| 1572    | Robson Marinho              | PMDB    | 105.996 | 0,69%      | Belo Horizonte           | Minas Gerais       |
| 2550    | Fausto Rocha                | PFL     | 90.850  | 0,59%      | São Paulo                | São Paulo          |
| 1161    | Cunha Bueno                 | PDS     | 89.335  | 0,58%      | São Paulo                | São Paulo          |
| 1111    | Arnold Fioravante           | PDS     | 87.212  | 0,56%      | Piracicaba               | São Paulo          |
| 1559    | Ralph Biasi                 | PMDB    | 84.263  | 0,55%      | Americana                | São Paulo          |
| 1577    | João Herrmann               | PMDB    | 78.996  | 0,51%      | Campinas                 | São Paulo          |
| 1516    | Tidei de Lima               | PMDB    | 77.156  | 0,50%      | Bauru                    | São Paulo          |
| 1550    | Roberto Cardoso Alves       | PMDB    | 77.146  | 0,50%      | Aparecida                | São Paulo          |
| 1529    | Gerson Marcondes            | PMDB    | 76.777  | 0,50%      | São Paulo                | São Paulo          |
| 1191    | Antônio Delfim Netto        | PDS     | 76.342  | 0,49%      | São Paulo                | São Paulo          |
| 1588    | Koyu Iha                    | PMDB    | 73.424  | 0,48%      | Santos                   | São Paulo          |
| 1717    | José Maria Eymael           | PDC     | 72.132  | 0,47%      | Porto Alegre             | Rio Grande do Sul  |
| 1504    | Caio Pompeu de Toledo       | PMDB    | 69.535  | 0,45%      | São Paulo                | São Paulo          |
| 1503    | Samir Achôa                 | PMDB    | 68.220  | 0,44%      | Vera Cruz                | São Paulo          |
| 1509    | Antônio Perosa              | PMDB    | 65.179  | 0,42%      | Urupês                   | São Paulo          |
| 1332    | Plínio de Arruda Sampaio    | PT      | 63.899  | 0,41%      | São Paulo                | São Paulo          |
| 1522    | Felipe Cheidde              | PMDB    | 62.050  | 0,40%      | Fernão                   | São Paulo          |
| 2506    | Agripino de Oliveira Lima   | PFL     | 61.497  | 0,40%      | Lençóis Paulista         | São Paulo          |
| 1594    | Bete Mendes                 | PMDB    | 58.019  | 0,38%      | Santos                   | São Paulo          |
| 2526    | Ricardo Izar                | PFL     | 55.327  | 0,36%      | São Paulo                | São Paulo          |
| 1552    | Airton Sandoval             | PMDB    | 54.391  | 0,35%      | Itirapuã                 | São Paulo          |
| 1578    | Paulo Zarzur                | PMDB    | 54.194  | 0,35%      | São Paulo                | São Paulo          |
| 1514    | Del Bosco Amaral            | PMDB    | 53.730  | 0,35%      | Santos                   | São Paulo          |
| 1570    | Doreto Campanari            | PMDB    | 52.960  | 0,34%      | Marília                  | São Paulo          |
| 1220    | Ademar de Barros Filho      | PDT     | 51.082  | 0,33%      | São Paulo                | São Paulo          |
| 1542    | Manoel Moreira              | PMDB    | 51.028  | 0,33%      | Vitorino Freire          | Maranhão           |
| 1315    | Luiz Gushiken               | PT      | 50.580  | 0,33%      | Osvaldo Cruz             | São Paulo          |
| 2520    | José Camargo                | PFL     | 50.463  | 0,33%      | São Roque                | São Paulo          |
| 1350    | Florestan Fernandes         | PT      | 50.024  | 0,32%      | São Paulo                | São Paulo          |
| 1425    | Jayme Paliarin              | PTB     | 48.327  | 0,31%      | Espírito Santo do Pinhal | São Paulo          |
| 1258    | Nelson Seixas               | PDT     | 47.978  | 0,31%      | São José do Rio Preto    | São Paulo          |
| 1596    | João Rezek                  | PMDB    | 47.418  | 0,31%      | Araçatuba                | São Paulo          |
| 1515    | Fernando Gasparian          | PMDB    | 46.576  | 0,30%      | São Paulo                | São Paulo          |
| 2511    | Jorge Maluly Neto           | PFL     | 46.400  | 0,30%      | Fartura                  | São Paulo          |
| 1566    | Fabio Feldmann              | PMDB    | 46.183  | 0,30%      | São Paulo                | São Paulo          |
| 2545    | Mendes Thame                | PFL     | 45.631  | 0,30%      | Piracicaba               | São Paulo          |
| 1188    | Antônio Salim Curiati       | PDS     | 44.771  | 0,29%      | Avaré                    | São Paulo          |
| 1546    | Roberto Rollemberg          | PMDB    | 44.531  | 0,29%      | Campinas                 | São Paulo          |
| 1492    | Joaquim Bevilacqua          | PTB     | 43.442  | 0,28%      | São José dos Campos      | São Paulo          |
| 1460    | José Egreja                 | PTB     | 41.131  | 0,27%      | Timburi                  | São Paulo          |
| 1421    | Gastone Righi               | PTB     | 40.010  | 0,26%      | Santos                   | São Paulo          |
| 1443    | Mendes Botelho              | PTB     | 38.223  | 0,25%      | Brasília de Minas        | Minas Gerais       |
| 2002    | Dirce Tutu Quadros          | PSC     | 34.228  | 0,22%      | São Paulo                | São Paulo          |
| 1321    | Eduardo Jorge               | PT      | 32.022  | 0,21%      | Salvador                 | Bahia              |
| 1415    | Solon Borges dos Reis       | PTB     | 28.579  | 0,18%      | Casa Branca              | São Paulo          |
| 1313    | José Genoino                | PT      | 28.054  | 0,18%      | Quixeramobim             | Ceará              |
| 1468    | Farabulini Júnior           | PTB     | 27.765  | 0,18%      | São Paulo                | São Paulo          |
| 1333    | Irma Passoni                | PT      | 22.166  | 0,14%      | Concórdia                | Santa Catarina     |
| 1382    | Gumercindo Milhomem         | PT      | 20.066  | 0,13%      | Imperatriz               | Maranhão           |
| Fontes: |                             |         |         |            |                          |                    |

## Deputados estaduais eleitos
Estavam em jogo 84 vagas na Assembleia Legislativa de São Paulo, sendo que os números dos candidatos foram identificados com base em pesquisas feitas no Acervo da Imprensa Oficial do estado de São Paulo.

Representação eleita
  PMDB: 37
  PTB: 13
  PDS: 11
  PT: 10
  PFL: 9
  PDT: 3
  PL: 1

Fonteː
| Números | Deputados estaduais eleitos | Partido | Votação | Percentual | Cidade onde nasceu     | Unidade federativa |
| 11111   | Afanásio Jazadji            | PDS     | 558.138 | 3.61%      | São Paulo              | São Paulo          |
| 15208   | Luiz Carlos Santos          | PMDB    | 114.583 | 0,74%      | Araxá                  | Minas Gerais       |
| 15211   | Jurandyr Paixão Filho       | PMDB    | 101.866 | 0,66%      | Cunha                  | São Paulo          |
| 15115   | Wagner Rossi                | PMDB    | 83.100  | 0,54%      | São Paulo              | São Paulo          |
| 25235   | Edson Ferrarini             | PFL     | 80.914  | 0,52%      | São Paulo              | São Paulo          |
| 15234   | Ary Kara                    | PMDB    | 78.560  | 0,51%      | Neves Paulista         | São Paulo          |
| 15185   | Edinho Araújo               | PMDB    | 78.008  | 0,50%      | Santa Fé do Sul        | São Paulo          |
| 15132   | Carlos Apolinário           | PMDB    | 66.344  | 0,43%      | São Paulo              | São Paulo          |
| 15202   | Vanderlei Macris            | PMDB    | 66.262  | 0,43%      | Americana              | São Paulo          |
| 15125   | Mauro Bragato               | PMDB    | 65.018  | 0,42%      | Promissão              | São Paulo          |
| 15219   | Aloysio Nunes               | PMDB    | 64.311  | 0,42%      | São José do Rio Preto  | São Paulo          |
| 11277   | Osvaldo Bettio              | PDS     | 61.734  | 0,40%      | Promissão              | São Paulo          |
| 15182   | Getúlio Hanashiro           | PMDB    | 61.409  | 0,40%      | Itariri                | São Paulo          |
| 15240   | Ruth Escobar                | PMDB    | 61.124  | 0,40%      | Campanhã               | Portugal           |
| 15285   | Luís Francisco da Silva     | PMDB    | 60.354  | 0,39%      | Pirassununga           | São Paulo          |
| 15124   | Roberto Purini              | PMDB    | 60.305  | 0,39%      | Poloni                 | São Paulo          |
| 15181   | Waldyr Alceu Trigo          | PMDB    | 59.094  | 0,38%      | Sertãozinho            | São Paulo          |
| 15199   | Nelson Nicolau              | PMDB    | 58.467  | 0,38%      | São João da Boa Vista  | São Paulo          |
| 15232   | Adilson Monteiro Alves      | PMDB    | 57.800  | 0,37%      | São Paulo              | São Paulo          |
| 15121   | Tonico Ramos                | PMDB    | 56.757  | 0,37%      | Mococa                 | São Paulo          |
| 15297   | Nefi Tales                  | PMDB    | 55.544  | 0,36%      | Guaíra                 | São Paulo          |
| 15116   | Arnaldo Jardim              | PMDB    | 52.806  | 0,34%      | Altinópolis            | São Paulo          |
| 15222   | Fernando Leça               | PMDB    | 52.621  | 0,34%      | Bragança Paulista      | São Paulo          |
| 11211   | Erasmo Dias                 | PDS     | 51.794  | 0,34%      | Paraguaçu Paulista     | São Paulo          |
| 15200   | Luiz Lauro Ferreira         | PMDB    | 51.035  | 0,33%      | Monte Belo             | Minas Gerais       |
| 15172   | Dalla Pria                  | PMDB    | 51.013  | 0,33%      | Quatá                  | São Paulo          |
| 15146   | Rubens Lara                 | PMDB    | 50.717  | 0,33%      | São Paulo              | São Paulo          |
| 15139   | João Bastos Soares          | PMDB    | 50,215  | 0,32%      | Lavrinhas              | São Paulo          |
| 15161   | Luiz Máximo                 | PMDB    | 48.403  | 0,31%      | Jacareí                | São Paulo          |
| 15229   | Tonca Falseti               | PMDB    | 47.647  | 0,31%      | Bariri                 | São Paulo          |
| 15249   | Victor Sapienza             | PMDB    | 47.434  | 0,31%      | São Paulo              | São Paulo          |
| 22222   | Eduardo Bittencourt         | PL      | 46.969  | 0,30%      | São Paulo              | São Paulo          |
| 25125   | Artur Alves Pinto           | PFL     | 46.691  | 0,30%      | São Paulo              | São Paulo          |
| 15111   | Eni Galante                 | PMDB    | 46.542  | 0,30%      | Niterói                | Rio de Janeiro     |
| 15114   | Jorge Tadeu Mudalen         | PMDB    | 45.308  | 0,29%      | Guarulhos              | São Paulo          |
| 15173   | Guiomar Namo de Melo        | PMDB    | 41.267  | 0,27%      | São Paulo              | São Paulo          |
| 15213   | Milton José Baldochi        | PMDB    | 41.251  | 0,27%      | São José da Bela Vista | São Paulo          |
| 15158   | Walter Mendes               | PMDB    | 40.697  | 0,26%      | Cesário Lange          | São Paulo          |
| 14169   | Barros Munhoz               | PTB     | 40.449  | 0,26%      | São Paulo              | São Paulo          |
| 25290   | Jairo Matos                 | PFL     | 39.801  | 0,26%      | Piracicaba             | São Paulo          |
| 14281   | Maurício Sandoval Ribeiro   | PTB     | 38.967  | 0,25%      | Franca                 | São Paulo          |
| 15112   | Lobbe Neto                  | PMDB    | 38.404  | 0,25%      | São Paulo              | São Paulo          |
| 14101   | Fauze Carlos                | PTB     | 38.238  | 0,25%      | Catiguá                | São Paulo          |
| 13165   | José Cicote                 | PT      | 37.865  | 0,25%      | Poloni                 | São Paulo          |
| 15166   | Laerte Pinto da Cunha       | PMDB    | 37.789  | 0,24%      | São José dos Campos    | São Paulo          |
| 15105   | Randal Juliano Garcia       | PMDB    | 37.283  | 0,24%      | Jundiaí                | São Paulo          |
| 15261   | Erci Ayala                  | PMDB    | 37.176  | 0,24%      | Tambaú                 | São Paulo          |
| 14250   | Osvaldo Sbeghen             | PTB     | 36.758  | 0,24%      | Mineiros do Tietê      | São Paulo          |
| 15110   | Sebastião Bognar            | PMDB    | 35.858  | 0,23%      | Álvaro de Carvalho     | São Paulo          |
| 13280   | Luíza Erundina              | PT      | 35.622  | 0,23%      | Uiraúna                | Paraíba            |
| 11244   | Marcelino Romano Machado    | PDS     | 35.615  | 0,23%      | Ribeirão Preto         | São Paulo          |
| 14171   | Daniel Marins Alessi        | PTB     | 35.120  | 0,23%      | São Paulo              | São Paulo          |
| 25155   | Corauci Sobrinho            | PFL     | 34.820  | 0,23%      | Ribeirão Preto         | São Paulo          |
| 14111   | Fernando Silveira           | PTB     | 33.406  | 0,22%      | Amargosa               | Bahia              |
| 14179   | José Wilson Toni            | PTB     | 33.118  | 0,21%      | Ribeirão Preto         | São Paulo          |
| 25232   | Waldemar Matos Silveira     | PFL     | 31.450  | 0,20%      | Limeira                | São Paulo          |
| 14161   | Tadashi Kuriki              | PTB     | 30,564  | 0,20%      | General Salgado        | São Paulo          |
| 13234   | Telma de Souza              | PT      | 28.615  | 0,19%      | Santos                 | São Paulo          |
| 14200   | Wadih Helu                  | PTB     | 28.060  | 0,18%      | Tatuí                  | São Paulo          |
| 14187   | Luíz Tortorello             | PTB     | 28.009  | 0,18%      | Matão                  | São Paulo          |
| 11101   | Sylvio Martini              | PDS     | 27.751  | 0,18%      | Araraquara             | São Paulo          |
| 11138   | Conte Lopes                 | PDS     | 26.945  | 0,17%      | São Paulo              | São Paulo          |
| 25118   | Nabi Abi Chedid             | PFL     | 26.899  | 0,17%      | Ramarith               | Líbano             |
| 14222   | Vicente Botta               | PTB     | 26.366  | 0,17%      | São Carlos             | São Paulo          |
| 11222   | Amaral Furlan               | PDS     | 25.455  | 0,16%      | Sertãozinho            | São Paulo          |
| 14141   | Moises Lipnik               | PTB     | 25.399  | 0,16%      | Cali                   | Colômbia           |
| 25113   | João do Pulo                | PFL     | 24.815  | 0,16%      | Pindamonhangaba        | São Paulo          |
| 14113   | Israel Zekcer               | PTB     | 24.236  | 0.16%      | São Paulo              | São Paulo          |
| 13268   | José Dirceu                 | PT      | 23.990  | 0,16%      | Passa Quatro           | Minas Gerais       |
| 11192   | Maurício Najar              | PDS     | 23.696  | 0,15%      | Mogi das Cruzes        | São Paulo          |
| 13185   | Ivan Valente                | PT      | 23.184  | 0,15%      | São Paulo              | São Paulo          |
| 11115   | Paulo Osório Silveira Bueno | PDS     | 23.117  | 0,15%      | São Paulo              | São Paulo          |
| 25288   | José Coimbra                | PFL     | 22.701  | 0,15%      | Coxim                  | Mato Grosso do Sul |
| 11204   | Hatiro Shimomoto            | PDS     | 22.431  | 0,15%      | São Paulo              | São Paulo          |
| 11196   | Abdo Antônio Hadade         | PDS     | 22.191  | 0,14%      | São Paulo              | São Paulo          |
| 25161   | Ivan Espíndola de Ávila     | PFL     | 21.830  | 0,14%      | Santos                 | São Paulo          |
| 12190   | Miguel Martini              | PDT     | 21.302  | 0,14%      | Mogi Guaçu             | São Paulo          |
| 13288   | Roberto Gouveia Nascimento  | PT      | 21.184  | 0,14%      | Ituiutaba              | Minas Gerais       |
| 13155   | Antônio Lucas Buzato        | PT      | 20.266  | 0,13%      | José Bonifácio         | São Paulo          |
| 13130   | Clara Ant                   | PT      | 19.925  | 0,13%      | La Paz                 | Bolívia            |
| 12127   | Hilkias de Oliveira         | PDT     | 19.407  | 0,13%      | Uchoa                  | São Paulo          |
| 13146   | Expedito Soares Batista     | PT      | 19.375  | 0,13%      | Diamantina             | Minas Gerais       |
| 13183   | José Machado                | PT      | 19.238  | 0,12%      | Tanabi                 | São Paulo          |
| 12196   | Antônio Calixto             | PDT     | 14.469  | 0,09%      | Altinópolis            | São Paulo          |
| Fontes: |                             |         |         |            |                        |                    |